# Creston (Illinois)
Creston è un villaggio degli Stati Uniti d'America, situato nello Stato dell'Illinois, nella contea di Ogle.